# St. Lambertus und St. Laurentius (Langenberg)
St. Lambertus und St. Laurentius ist eine katholische Pfarrkirche im ostwestfälischen Langenberg in Nordrhein-Westfalen, Deutschland. Strukturell gehört sie zum Pastoralverbund Reckenberg im Erzbistum Paderborn.

## Geschichte

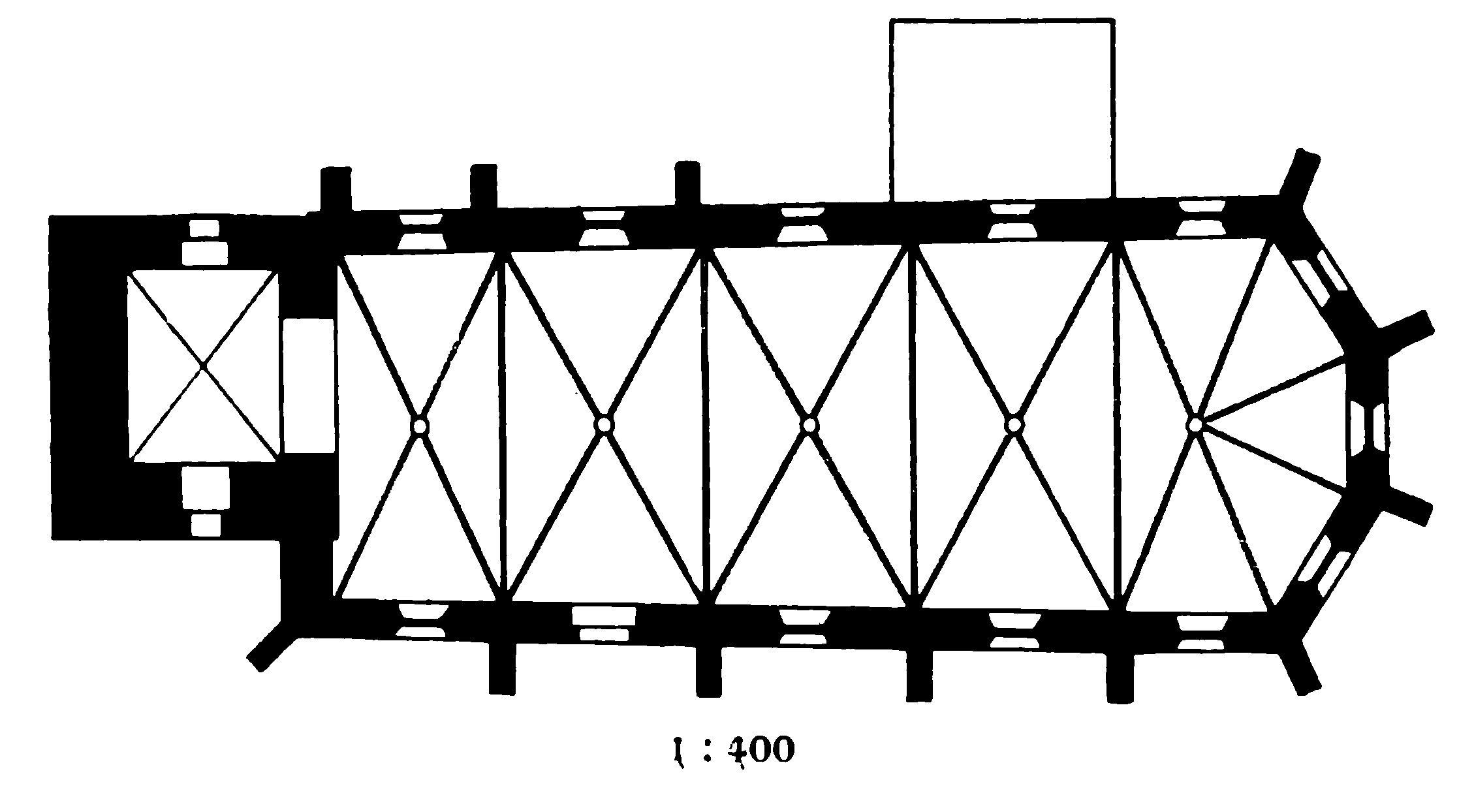
Grundriss vor der Erweiterung 1892

Der älteste Teil der Pfarrkirche St. Lambertus und St. Laurentius in Langenberg ist der romanische Kirchturm, der um 1200 erbaut wurde. Das heutige Mittelschiff und der Turmhelm wurden im spätgotischen Stil in den Jahren 1478 bis 1510 errichtet. Ende des 19. Jahrhunderts war der Kirchenbau für die Gemeinde zu klein und 1892/94 wurden die neogotischen Seitenschiffe angebaut. 2006 wurde der Turm mit Schlämmputz gegen die schon vorangeschrittene Verwitterung geschützt.
Ursprünglich standen Kirche und Gemeinde unter dem Patronat des hl. Laurentius. Im Laufe der Zeit etablierte sich jedoch auch eine Verehrung des hl. Lambertus. Als das Amt Reckenberg 1821 vom Bistum Osnabrück an das Erzbistum Paderborn überging, wurde der hl. Lambertus als erster Kirchenpatron festgelegt.

## Einrichtung
Aus dem ersten Kirchbau ist ein romanischer Taufstein von 1220/40 erhalten. Nach dem Neubau des Mittelschiffes bis 1510 wurden eine Kreuzigungsgruppe um 1515, eine Strahlenmadonna um 1520 und das Sakramentshäuschen von 1523 in die Kirche eingebracht.
Mit dem Erweiterungsbau der Neugotik wurden auch Altäre und Chorfenster in diesem Stil von 1892 bis 1900 in die Kirche eingebaut. Nach dem II. Vatikanischem Konzil erhielt die Kirche 1969 einen neuen Zelebrationsaltar und ein zugehöriges Standkruzifix. 1991 konnte der alte Hochaltar wieder aus Bruchstücken zusammengesetzt und in der Kirche aufgestellt werden.

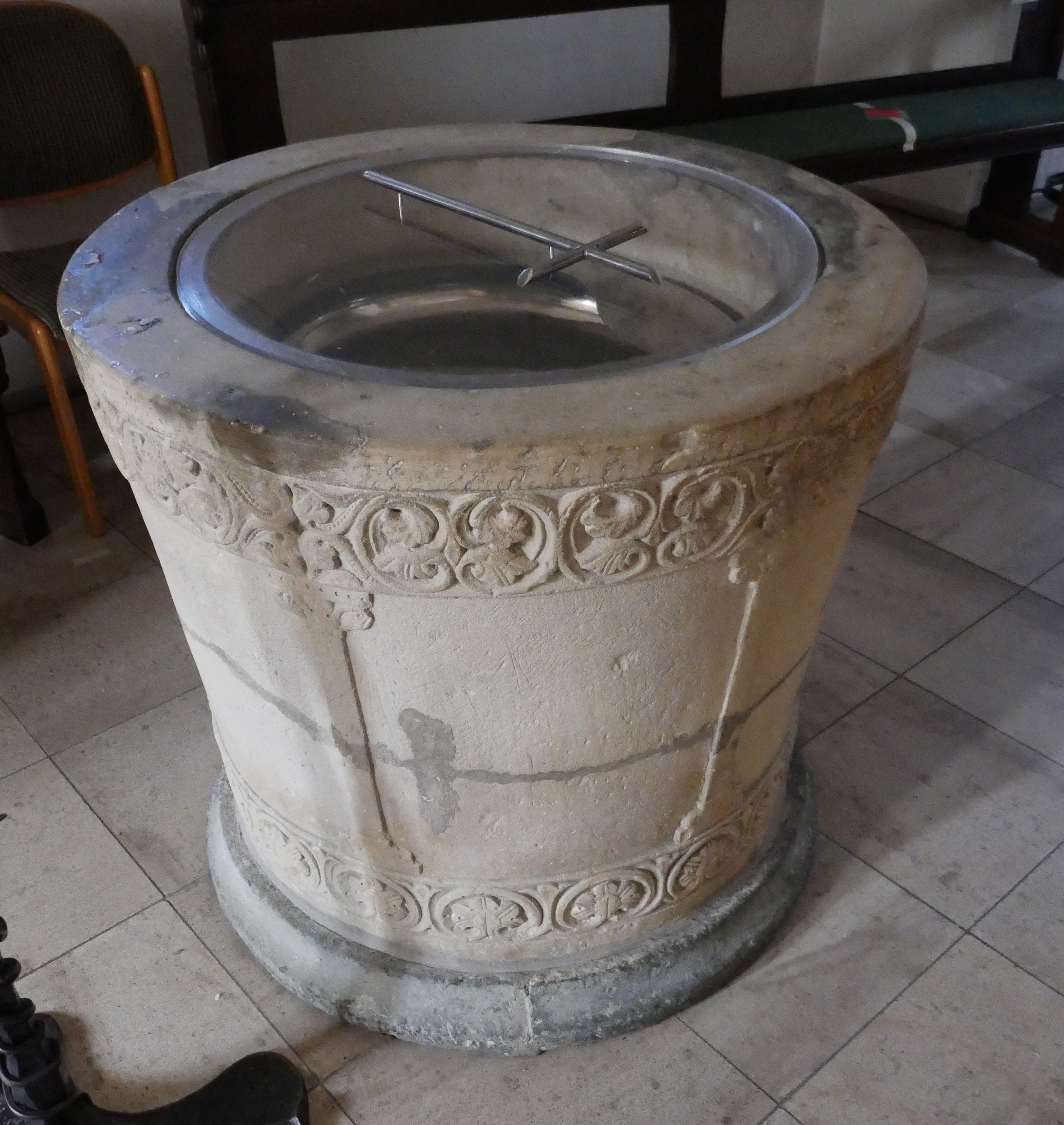
Taufstein
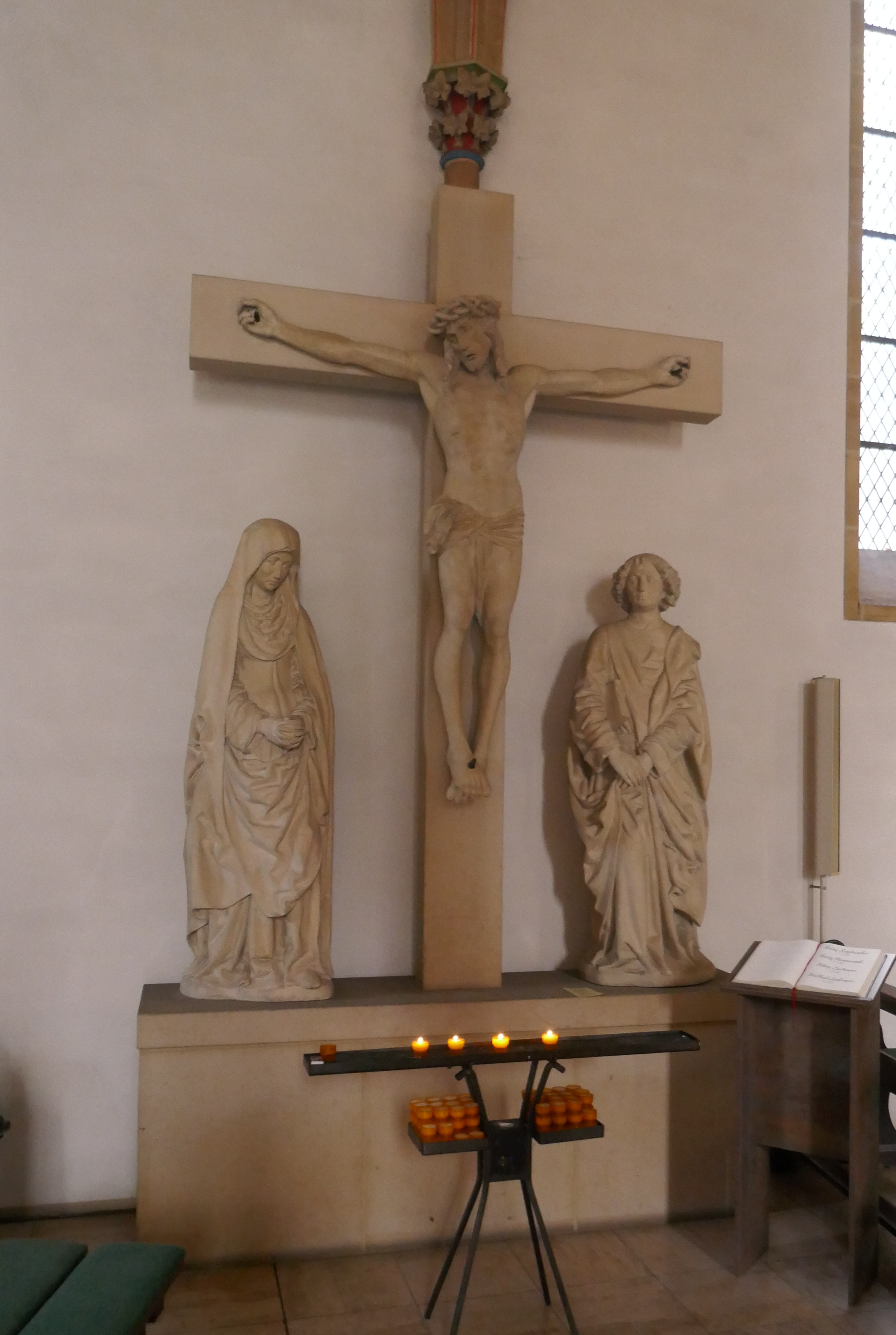
Kreuzigungsgruppe
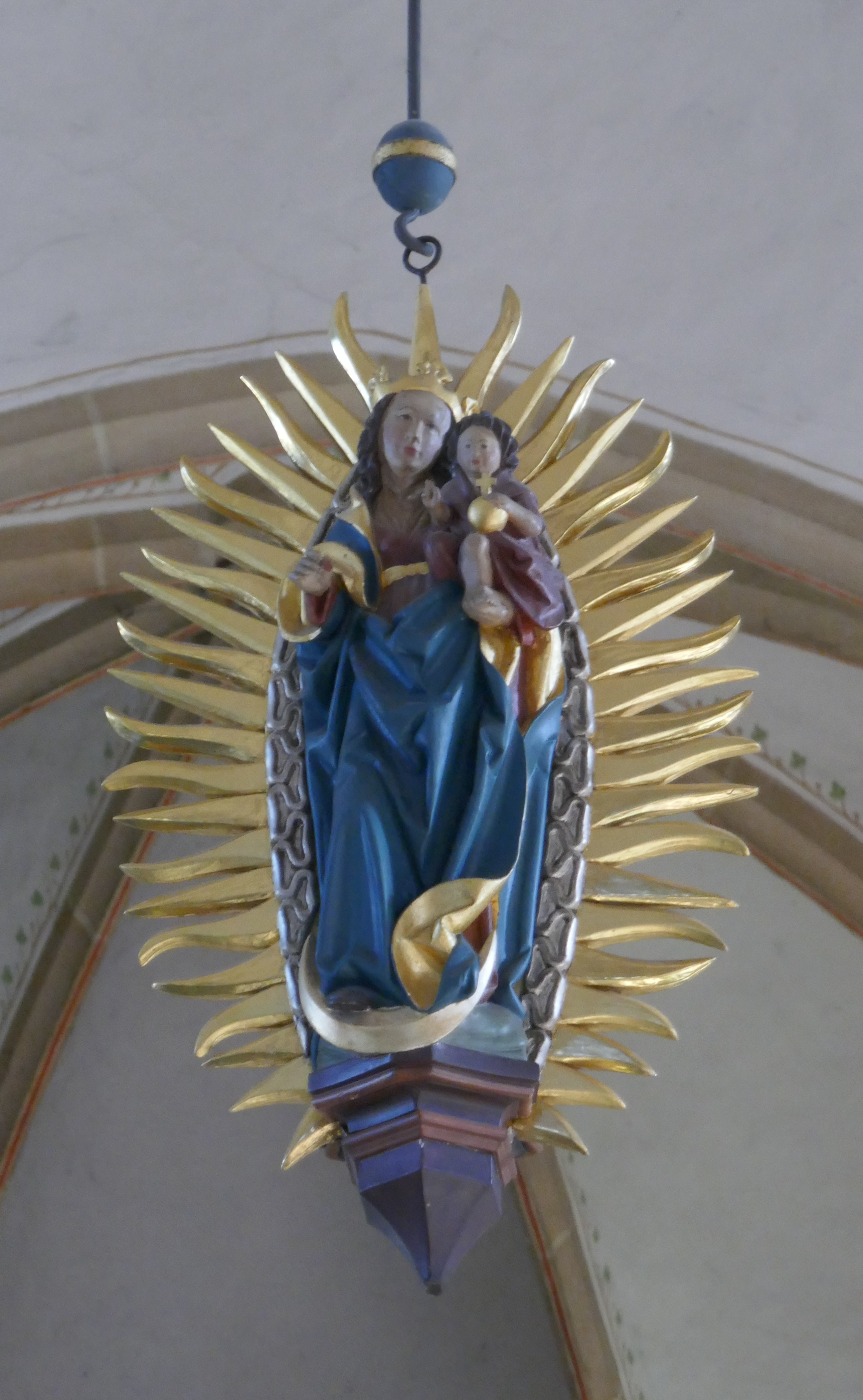
Strahlenkranzmadonna
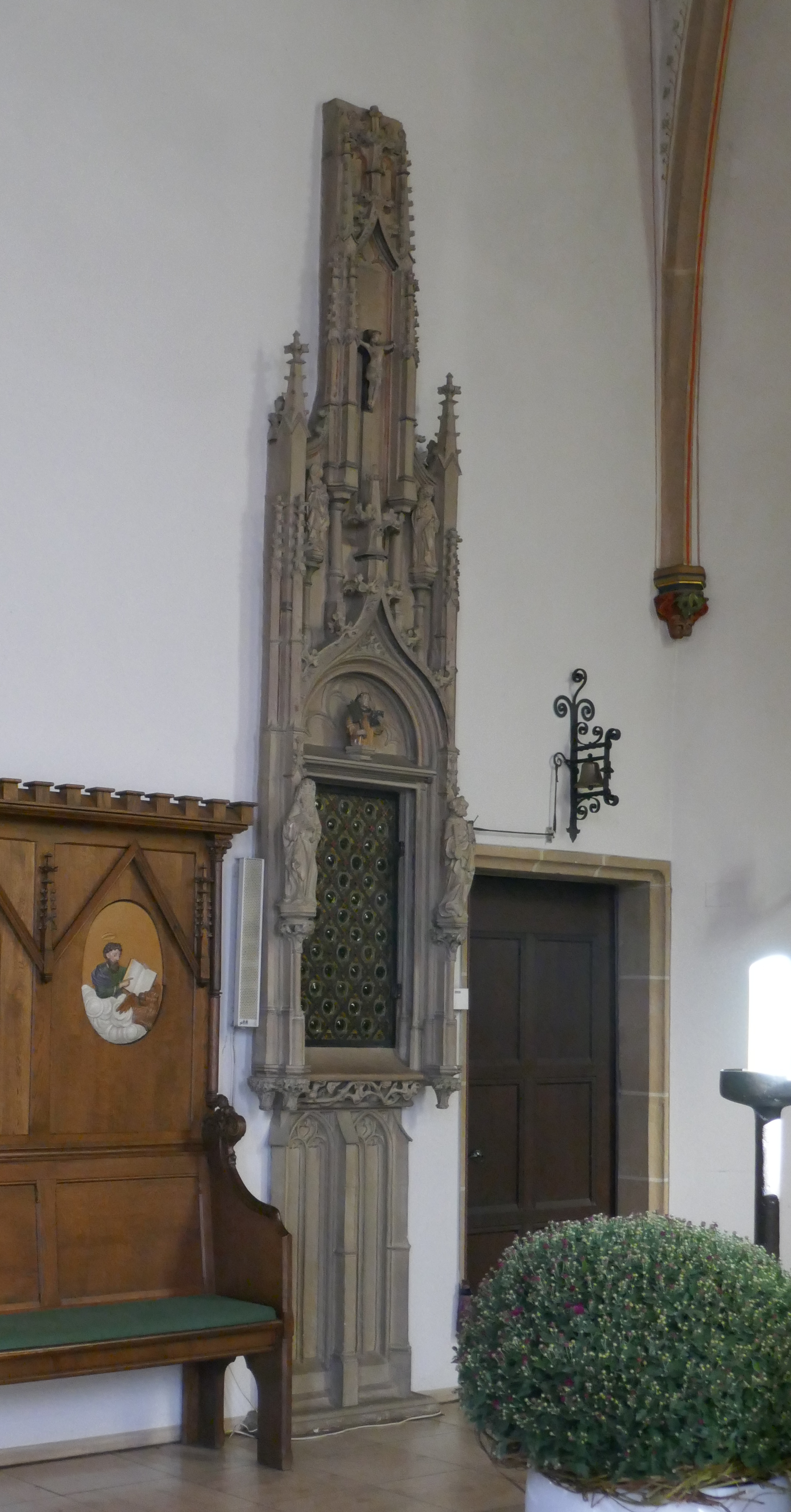
Sakramentshaus
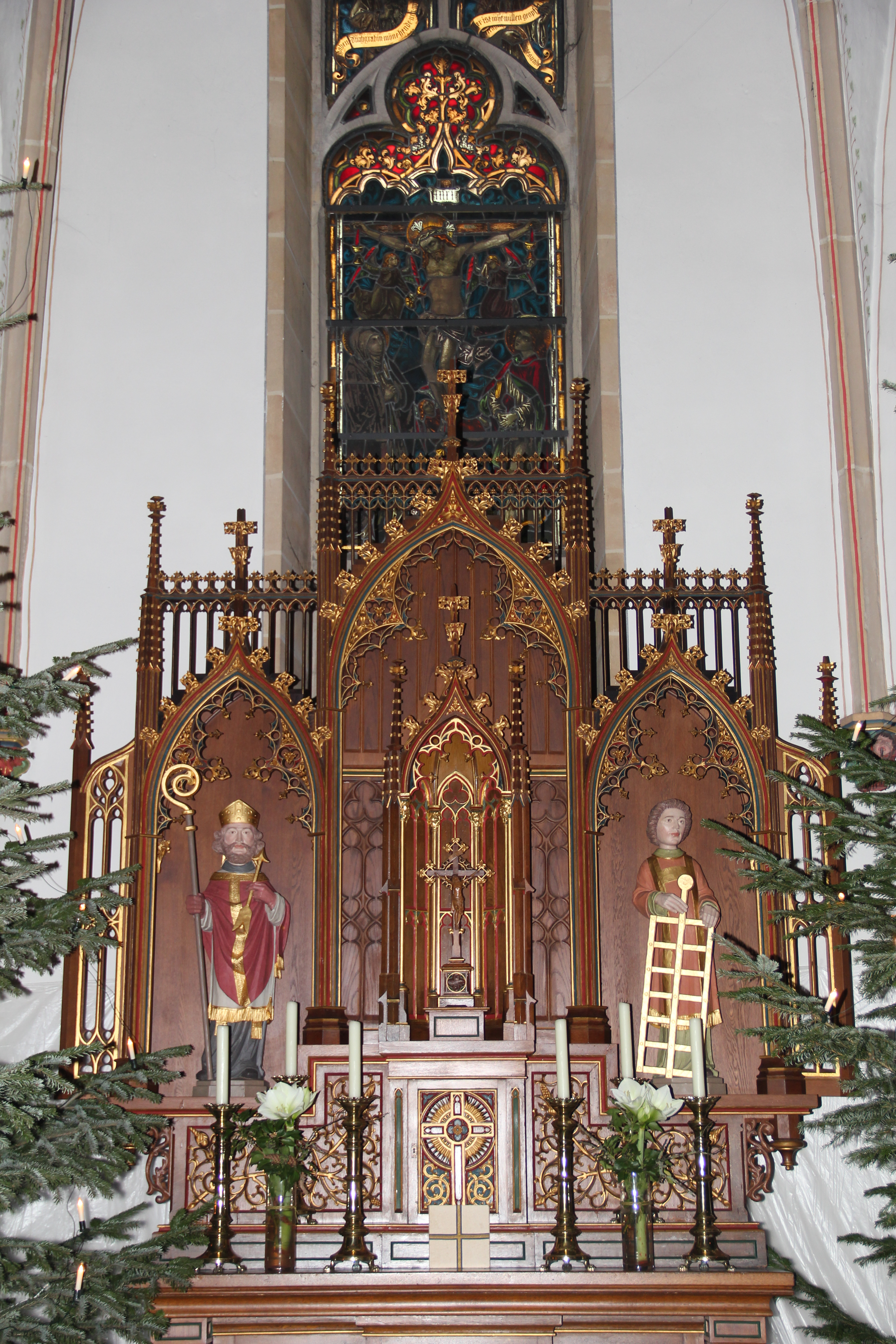
Hochaltar